# Kevin Thalien
Kevin Thalien est un joueur français de basket-ball né le 20 février 1992 à Colombes. Il mesure 1,90 m et évolue aux postes de meneur.

## Biographie
Kevin Thalien est formé au SLUC Nancy Basket. C'est un vrai meneur de jeu, doté d’une mentalité de gagnant, qui sent le jeu, avec une bonne vision, une excellente qualité de passes et un très bon shoot derrière la ligne à 6,75 m.
En mai 2011, Kevin Thalien est élu meilleur joueur du Trophée du Futur. Lors de la saison 2011-2012, il joue à la fois en Pro A et dans le championnat espoir (meilleur espoir du SLUC Nancy). En mai 2012, il est deuxième au trophée de meilleur joueur espoir derrière Axel Julien avec des moyennes de 17,9 points, 3,8 rebonds et 6,6 passes décisives.
Kevin Thalien participe au championnat d'Europe des 20 ans et moins en Slovénie avec l'équipe de France. L'équipe de France obtient la médaille d'argent.
À l'été 2012, il signe son premier contrat professionnel au SLUC Nancy Basket pour la saison 2012-2013. Il est prêté à Bordeaux en Pro B comme back-up de Gauthier Darrigand.
Durant l'été 2013, il est prêté à Orchies.
En septembre 2014, il rejoint l'Étoile de Charleville-Mézières.
Le 22 juin 2015, il s'engage avec le Hyères Toulon Var Basket en Pro B où il doit être le meneur remplaçant d'Anthony Christophe mais le club varois engage un Maurice Acker en septembre 2015 et Kevin Thalien se retrouve troisième meneur de l'équipe. Mais, très peu utilisé par Kyle Milling (0,8 point et 0,8 passe décisive pour 0,8 d'évaluation en 5 minutes de moyenne sur les quatre rencontres disputées), il part à Berck-sur-Mer en Nationale 1,. Il termine la saison à Berck avec des moyennes de 5,4 points à 33,3 % dont 34,5 % à 3 points, 1,2 rebond, 2,5 passes et 0,5 interception pour 5,2 d'évaluation en 20 minutes par match.
Le 29 juin 2016, il signe à La-Charité-sur-Loire en Nationale 2,. Son équipe termine première du groupe D de la saison et participe aux playoffs ; après avoir battus le Garonne ASPTT Basket, ils accèdent au Final Four où ils battent Toulouse puis Brissac en finale, Il termine meilleur marqueur et meilleur passeur de la finale et remporte le titre de Champions de France de Nationale 2 en 2016-2017.
En août 2017, il continue son aventure dans la Nièvre aux côtés d'Austen Rowland (ancien coéquipier à Orchies) et de Vincent Fauché, jeune espoir du Limoges CSP. À la trêve de décembre, Kevin Thalien est à 8 points et 6 passes décisives de moyenne pour une évaluation à 9.

## En club
- Champion de France de Nationale 2 en 2017 avec La-Charité-sur-Loire.

## Equipe de France
- Médaille d'argent au championnat d'Europe des moins de 20 ans 2012

## Distinctions individuelles
- MVP du Trophée du futur : 2011
- Meilleur pourcentage à trois points de Pro B durant la saison 2012-2013 avec Bordeaux.

## Clubs
- 2020- :  Étoile Angers Basket (Nationale 1)
- 2019-2020 :  Basket Club Gries Oberhoffen (Pro B)
- 2018-2019 :  Union Tarbes-Lourdes Pyrénées Basket (Nationale 1)
- 2017-2018 :  La Charité Basket 58 (Nationale 1)
- 2016-2017 :  La Charité Basket 58 (Nationale 2)
- 2015-2016 :  Hyères Toulon Var Basket (Pro B)
- 2014-2015 :  Étoile de Charleville-Mézières (Pro B)
- 2013-2014 :  Basket Club d'Orchies (Pro B)
- 2012-2013 :  JSA Bordeaux Basket (Pro B)
- 2011-2012 :  SLUC Nancy (Espoirs)